# Бочаров, Сергей Кононович
Сергей Кононович Бочаров (1874 — 13 ноября 1918) — волостной писарь, депутат Государственной думы I созыва от Тамбовской губернии.

## Биография
Крестьянин Тамбовского уезда. Окончил земское училище. Служил волостным писарем Кариановской волости. Пользовался среди крестьян популярностью, начитан, хорошо знал крестьянский быт и нужды. Был регентом хора церкви в селе Кариане. Беспартийный, сторонник неограниченной монархии.
29 марта 1906 избран в Государственную думу I созыва от общего состава выборщиков Тамбовского губернского избирательного собрания. Как позже выяснилось, во время выборов "предводитель дворянства [Тамбовского уезда] Петрово-Соловово стоялъ у ящика, при которомъ баллотировался Бочаровъ, и всякому выборщику говорилъ: "Бочаровъ — хороший человекъ, кладите направо"". Трудовики в своём издании «Работы Первой Государственной Думы» политическую позицию Бочарова характеризуют как «Б. пр.». Это означает, что беспартийный Бочаров поселился на казенной квартире Ерогина, нанятой на государственные деньги для малоимущих депутатов специально для их обработки в проправительственном духе, и оставался там до конца работы Думы:488. 4 мая 1906 года при обсуждении ответного адреса на тронную речь императора предложил закончить его словами: "Народные представители свидетельствуют Вашему Императорскому Величеству свою верноподданническую преданность". Предложение Бочарова было единогласно отвергнуто:84. Также участвовал в прениях по вопросу  о продовольственной помощи.
Входил в 4-й отдел Государственной думы, 14 июня 1906 года, выступая по докладу 4-го отдела о проверке прав членов Думы от Тамбовской губернии, предложил Думе отменить итоги выборов в этой губернии, то есть лишить депутатского места в Думе его самого и еще 10 членов Думы. 20 июня Дума поддержала это предложение и С. К. Бочаров был лишён думского мандата.
Погиб во время Гражданской войны, 13 ноября 1918  в Кариане вместе с двумя односельчанами "…за отказ идти в Знаменку расстрелян на месте…". Сведения С. П. Мельгунова о том, что Бочаров был расстрелян при подавлении  Тамбовского восстания ошибочны.

## Память
30 мая 2013 года в селе Кариан установлен поклонный крест с надписью "За справедливость и благоразумие положена жизнь жителя села Кариан Бочарова Сергея Кононовича (1874 — 13.11.1918) депутата I Государственной Думы 1906 года". В установке креста принимали участие потомки С. К. Бочарова из города Жердевки, в частности его правнучка Татьяна Бочарова.

### Рекомендуемые источники
- Михаил Бондарев (заведующий Александровским музеем). Газета "Сельская новь" 2007.
- М. Бондарев.  "История села Александровка" (Бочарову посвящена глава).
- Буланова Л. В., Токарев Н. В. Представители тамбовского крестьянства - депутаты Государственной думы I-IV созывов // Общественно-политическая жизнь российской провинции XX века. Тамбов, 1991. В. 2;
- Земцев Л. И. Крестьяне Центрального Черноземья в Государственной думе I созыва // Крестьяне и власть. Тамбов, 1995.

### Архивы
- Российский государственный исторический архив. Фонд 1278. Опись 1 (1-й созыв). Дело 51. Лист 52 оборот, 63, 92-109; Фонд 1327. Опиcь 1. 1905 г. Дело 141. Лист 39 оборот.